# Douglas Fairbanks
Douglas Fairbanks (Denver, 23 de maio de 1883 — Santa Mônica, 12 de dezembro de 1939) foi um ator norte-americano, extremamente popular durante a era do cinema mudo.
Estreou em 1914, dirigido por D. W. Griffith, criando um personagem valente e sedutor. Foi um dos fundadores da United Artists e da Academia de Artes e Ciências Cinematográficas. Ele era mais conhecido por seus papéis em filmes mudos de capa e espada como The Thief of Bagdad, Robin Hood, e The Mark of Zorro, mas no início da sua carreira, estrelou comédias.

## Biografia
Douglas Fairbanks, nascido Douglas Elton Ullman, casou-se em 11 de julho de 1907 com a milionária Anna Beth Sully, de quem se divorciou em 1 de dezembro de 1918. Casou-se novamente em 28 de março de 1920 com Mary Pickford, da qual se separou em 1933. Casou-se pela terceira vez em 7 de março de 1936, com Lady Sylvia Ashley.

## Filmografia

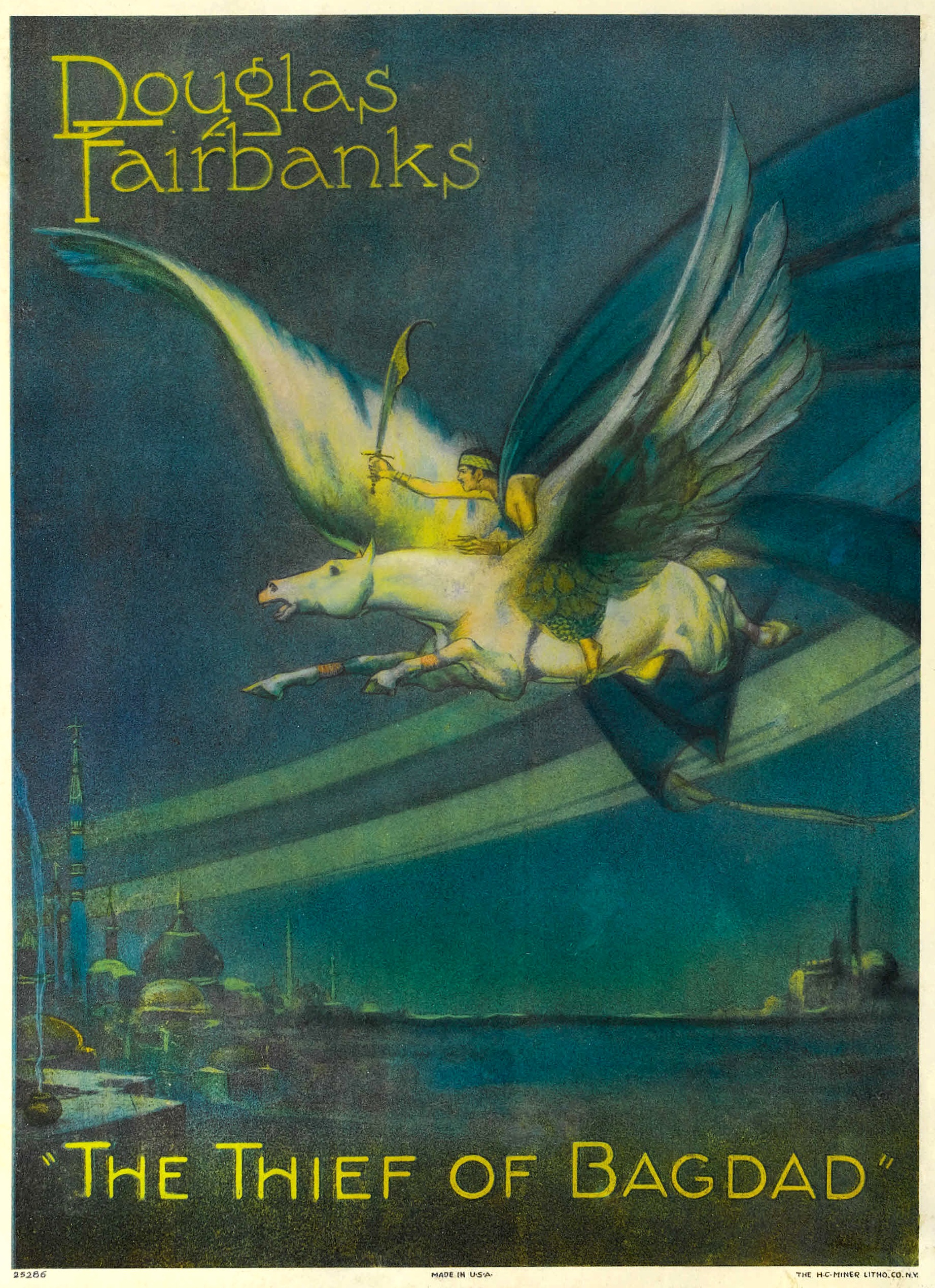
Cartaz de The Thief of Bagdad

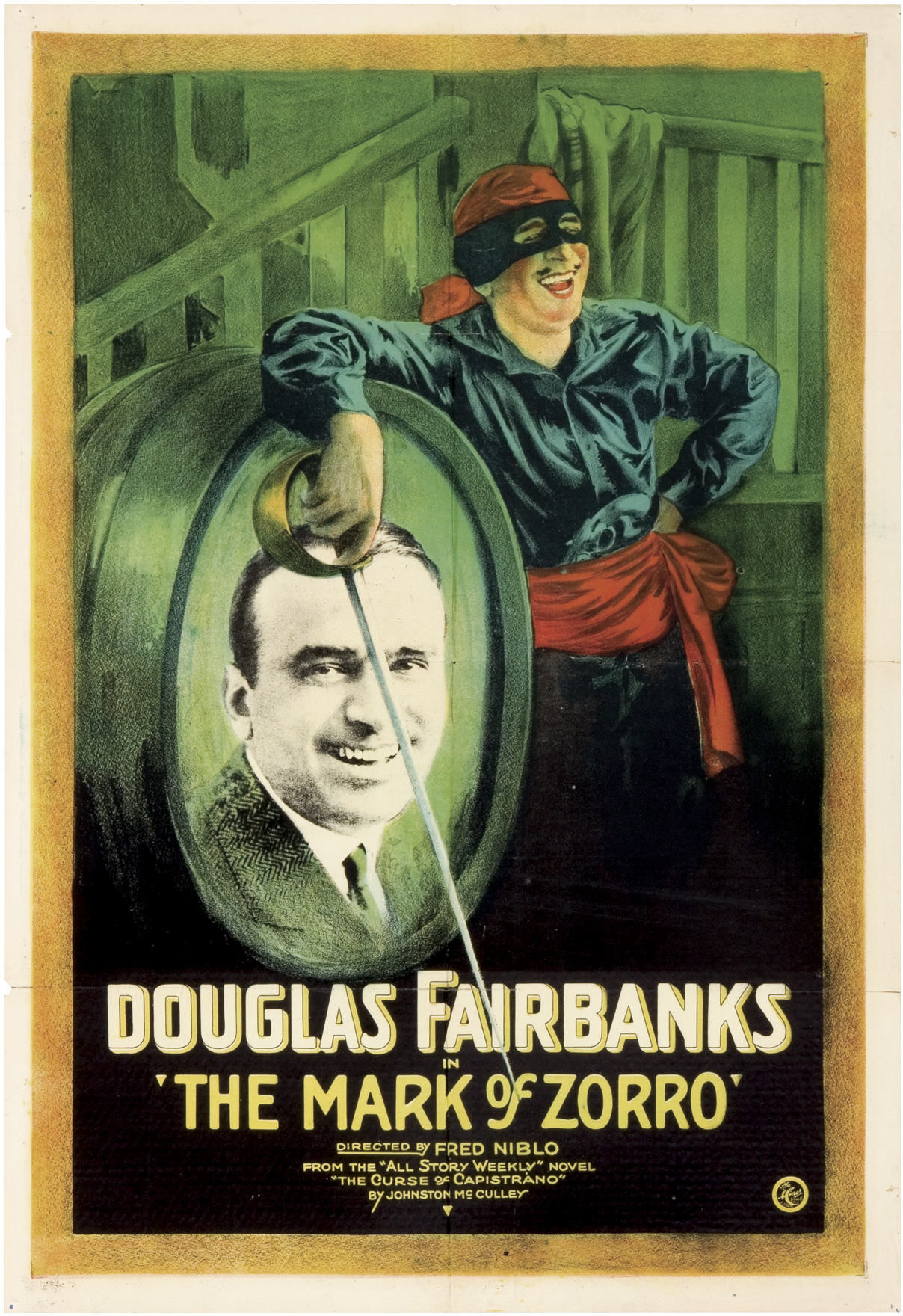
Cartaz de The Mark of Zorro

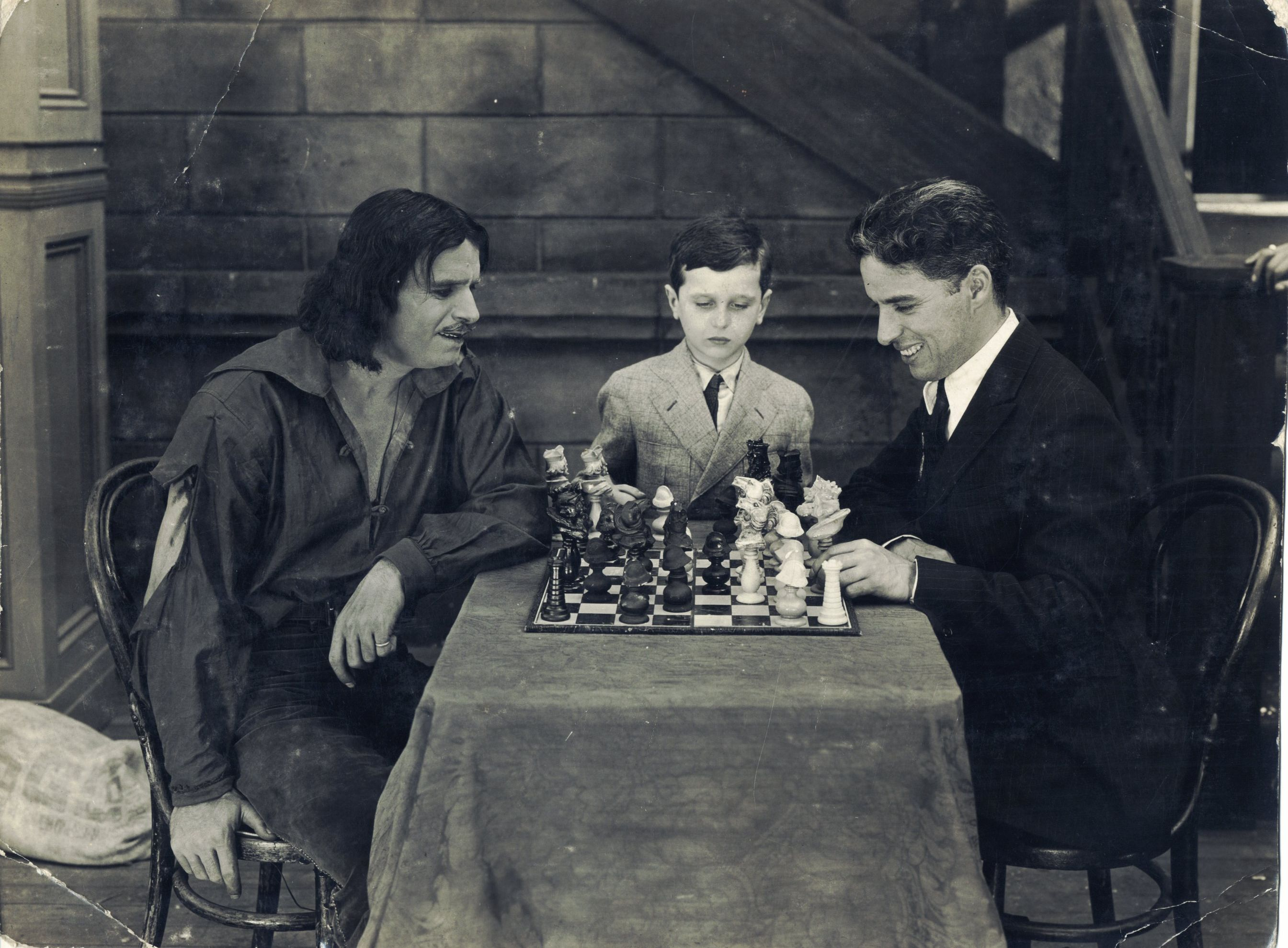
Charlie Chaplin jogando xadrez com Douglas Fairbanks e Samuel Reshevsky os assiste, durante as filmagens do filme americano The Three Musketeers (1921)

### Ator
- The Private Life of Don Juan (1934) .... Don Juan
- Mr. Robinson Crusoe (1932) .... Steve Drexel
- Reaching for the Moon (1930) .... Larry Day
- Terra Melophon Magazin Nr. 1 (1930) .... (episode "Welches ist ihr Typ")
- The Taming of the Shrew (1929) .... Petruchio
- The Iron Mask (1929) .... D'Artagnan
- The Gaucho (1927) .... The Gaucho
- The Black Pirate (1926) .... The Black Pirate
- Ben-Hur: A Tale of the Christ (1925) (uncredited) .... Crowd extra in chariot race
- Don Q, Son of Zorro (1925) .... Don Cesar Vega/Zorro
- The Thief of Bagdad (1924) .... The Thief of Bagdad
- Robin Hood (1922) .... Earl of Huntingdon/Robin Hood
- The Three Musketeers (1921) .... D'Artagnan
- The Nut (1921) .... Charlie Jackson
- The Mark of Zorro (1920) .... Don Diego Vega/Zorro
- The Mollycoddle (1920) .... Richard Marshall III, IV and V
- When the Clouds Roll by (1919) .... Daniel Boone Brown
- His Majesty, the American (1919) .... William Brooks
- The Knickerbocker Buckaroo (1919) .... Teddy Drake
- Arizona (1918) .... Lt. Denton
- Sic 'Em, Sam (1918) .... Democracy
- He Comes Up Smiling (1918) .... Jerry Martin
- Bound in Morocco (1918) .... George Travelwell
- Say! Young Fellow (1918) .... The Young Fellow
- Mr. Fix-It (1918) .... Dick Remington
- Headin' South (1918) .... Headin' South
- A Modern Musketeer (1917) .... Ned Thacker
- Reaching for the Moon (1917) .... Alexis Caesar Napoleon Brown
- The Man from Painted Post (1917) .... 'Fancy Jim' Sherwood
- Down to Earth (1917) .... Billy Gaynor
- Wild and Woolly (1917) .... Jeff Hillington
- In Again, Out Again (1917/II) .... Teddy Rutherford
- All-Star Production of Patriotic Episodes for the Second Liberty Loan (1917)
- The Americano (1916) .... Blaze Derringer
- The Matrimaniac (1916) .... Jimmie Conroy
- American Aristocracy (1916) .... Cassius Lee
- Manhattan Madness (1916) .... Steve O'Dare
- Intolerance: Love's Struggle Throughout the Ages (1916) (uncredited) .... Man on White Horse (French Story)
- The Half-Breed (1916) .... Lo Dorman
- Flirting with Fate (1916) .... Augy Holliday
- The Mystery of the Leaping Fish (1916) .... Coke Ennyday
- Reggie Mixes In (1916) .... Reggie Van Deuzen
- The Good Bad Man (1916) .... Passin' Through
- The Habit of Happiness (1916) .... Sunny Wiggins
- His Picture in the Papers (1916) .... Pete Prindle
- Double Trouble (1915) .... Florian Amidon/Eugene Brassfield
- Martyrs of the Alamo (1915)
- The Lamb (1915) .... Gerald

### Produtor
- Crime Over London (1936)
- Mr. Robinson Crusoe (1932)
- Reaching for the Moon (1930)
- The Iron Mask (1929)
- The Gaucho (1927)
- The Black Pirate (1926)
- Don Q, Son of Zorro (1925)
- The Thief of Bagdad (1924)
- Robin Hood (1922)
- The Three Musketeers (1921)
- The Nut (1921)
- The Mark of Zorro (1920)
- When the Clouds Roll by (1919)
- His Majesty, the American (1919)
- The Knickerbocker Buckaroo (1919)
- Arizona (1918)
- He Comes Up Smiling (1918)
- Bound in Morocco (1918)
- Say! Young Fellow (1918)
- Mr. Fix-It (1918)
- Headin' South (1918)
- A Modern Affair (1917)
- Reaching for the Moon (1917)
- Down to Earth (1917)
- In Again, Out Again (1918)

### Roteirista
- The Good Bad Man (1916)
- Down to Earth (1917)
- Laugh and Live (1917)
- The Man from Painted Post (1917)
- Making Life Worth While (1918)
- Arizona (1918)
- Bound in Morocco (1918)
- When the Clouds Roll by (1919)
- His Majesty, the American (1919)
- The Knickerbocker Buckaroo (1919)
- The Mark of Zorro (1920)
- The Mollycoddle (1920)
- The Three Musketeers (1921)
- The Nut (1921)
- Robin Hood (1922)
- The Thief of Bagdad (1924)
- The Black Pirate (1926)
- The Gaucho (1927)
- The Iron Mask (1929)
- Mr. Robinson Crusoe (1932)

### Diretor
- Arizona (1918)
- Around the World in 80 Minutes with Douglas Fairbanks (1931)